# 苏北抗日根据地
中国共产党苏北抗日根据地，是抗日战争时期中国共产党在江苏北部地区建立的抗日根据地，主要包括包括淮海、盐阜两个地区，总面积为4.2万平方公里，管辖人口450万。辖约20个县级政权，为中共中央华中局和新四军军部所在地，是中共华中敌后抗日战场的政治领导和军事指挥中心，也是中共两只武装力量：华北的八路军和南方新四军的联络的重要枢纽。

## 历史
1940年1月19日，中共中央要求新四军部队长江南北现存部队就地发展建立根据地，而江南的陈毅等人应努力向苏北开拓。
1940年7月中旬，新四军江南指挥部改称苏北指挥部。
1940年5月，为配合新四军在苏北开辟抗日根据地，黄克诚率八路军武装力量约1.2万余人，从冀鲁豫根据地南下，并同在皖北地区的部分八路军和新四军部队组建成八路军第四、第五两个纵队。10月10日，由黄克诚率领的八路军第五纵队南下占领盐城，同时新四军陈毅部也北上进抵东台，两军的在盐城、东台之间的白驹镇会合，这使中国共产党控制下的苏北敌后抗日根据地连成一片，八路军和新四军成功连接，成为了华中最大的一块抗日根据地，同时该根据地也成为了八路军和新四军的重要联络点，并且加强了在陕北地区的中共中央对南方新四军的控制。
1940年11月17日，为了统一在华中地区的八路军和新四军的领导，中共在在苏北海安设立华中八路军和新四军总指挥部，叶挺任总指挥，刘少奇任政治委员，陈毅任副总指挥，不久后华中总指挥部迁到盐城，盐阜地区成为抗战时期中共华中军事力量的指挥中心。
皖南事变发生后，1941年1月25日，新四军军部在苏北盐城重建。
1943年春，淮海地区的日本侵华部队，向苏北抗日根据地展开大规模“扫荡”。